# أتسكو آنزاي
أتسكو آنزاي (باليابانية: 安西篤子)‏ (11 أغسطس 1927 في كوبه - ) روائية، وكاتِبة من اليابان.